# 渔洋镇
渔洋镇，是中华人民共和国湖北省潜江市下辖的一个乡镇级行政单位。

## 行政区划
渔洋镇下辖以下地区：
渔洋社区、鄢岭村、高湖村、新台村、跃进村、火港村、快岭村、三叉河村、同桥村、雷乐村、陈桥村、谢小村、荆安桥村、谭场村、新南村、桥头村、排湾村、毛桥村、横堤村、拖船埠村、双马村、金城村、五洲村、文桥村、从家村、刘桥村、马家湾村、七一村、苏湖渔场生活区和苏湖林场生活区。